# Nordland Records
Nordland Records (ab 1999 Streetmusic Berlin) war ein deutsches Punk-Label mit Sitz in Berlin. Das Label arbeitete eigenständig und wurde von Ralf und Doreen Megelat betrieben.

## Geschichte und Ausrichtung
Das Label wurde 1993 durch Ralf und Doreen Megelat gegründet und brachte im selben Jahr seine erste Veröffentlichung Oi von Volxsturm heraus. Dem Label angeschlossen war das Fanzine Noies Deutschland. Nordland Records war Mitte der 1990er ebenfalls Veranstalter des Festivals „Küsten Oi!-Party“ in Greifswald. 1999 wurde das Label umbenannt in Streetmusic Berlin und wechselte die Katalogisierung von NLR auf Street, die fortlaufende Nummerierung wurde beibehalten. Der Schwerpunkt lag auf Veröffentlichungen von Punkrock und Oi!-Bands. Nach Aufgabe des Labels wird von Ralf Megelat in Hannover das Szene-Ladengeschäft „Oi the Kaufhaus“ und ein dazugehöriger Mailorder weiterbetrieben.

## Bands (Auswahl)
Nordland Records und sein Nachfolger Streetmusic Berlin haben unter anderem folgende Bands veröffentlicht:
- Volxsturm
- Punkroiber
- Goyko Schmidt
- Bierpatrioten
- Bombecks
- Rejected Youth
- Damage Done by Worms
- Maul halten
- Madlocks
- Noxon
- Rockin’ Slickers
- Trinker Kohorte
- Voice of Hate